# La Lande-Saint-Léger
La Lande-Saint-Léger is een gemeente in het Franse departement Eure (regio Normandië) en telt 257 inwoners (2005). De plaats maakt deel uit van het arrondissement Bernay.

## Geografie
De oppervlakte van La Lande-Saint-Léger bedraagt 8,0 km², de bevolkingsdichtheid is 32,1 inwoners per km².
De onderstaande kaart toont de ligging van La Lande-Saint-Léger met de belangrijkste infrastructuur en aangrenzende gemeenten.

## Demografie
Onderstaande figuur toont het verloop van het inwonertal (bron: INSEE-tellingen).

1. ↑  Populations de référence 2022.